# Mirtha Ibarra
Basilia Mirtha Ibarra Collado (San José de las Lajas, 28 de febrero de 1946) es una guionista, dramaturga y actriz cubana del teatro, el cine y la televisión.

## Biografía
Nació en la pequeña localidad de San José de las Lajas, 30 km al sureste de La Habana. Cursó estudios en la Escuela Nacional de Artes de Cuba y se graduó en Literatura latinoamericana en la Universidad de La Habana. Empezó su carrera como actriz en 1967 en distintas compañías teatrales. Ha sido miembro de jurados de varios festivales internacionales de cine, entre ellos el de San Sebastián. De 2000 a 2001 efectuó una gira por España con su obra Obsesión habanera, de la que es autora y en la que actúa. En 2008 realizó el documental, Titón: de La Habana a Guantanamera, biografía de su fallecido esposo, el cineasta Tomás Gutiérrez Alea (1928-1996). Reside en el barrio habanero de Miramar, en la casa que compartió con Gutiérrez Alea.

## Actuaciones en teatro
- Week-end en Bahía
- Tiene la palabra el camarada Mauser

## Participación en series de TV
- Pasos hacia la montaña
- El hombre que vino con la lluvia
- 1993: Shiralad: el regreso de los dioses, como Layla, la hechicera del bosque.
- 2002: La verdad de Laura, como Teresa

## Filmografía
- 1976: La última cena, de Tomás Gutiérrez Alea.
- 1983: Se permuta, de Juan Carlos Tabío.
- 1983: Hasta cierto punto, de Tomás Gutiérrez Alea.
- 1986: Otra mujer, de Daniel Díaz.
- 1986: Plácido, de Sergio Girale.
- 1988: Cartas del parque, de Tomás Gutiérrez Alea.
- 1990: Mujer transparente, de Mayra Vilasís.
- 1991: Adorables mentiras, de Gerardo Chijona.
- 1992: El triángulo, de Rebeca Chávez.
- 1993: El plano, de Julio García Espinosa.
- 1993: Fresa y chocolate, de Tomás Gutiérrez Alea y Juan Carlos Tabío.
- 1993: Golpes a mi puerta, de Alejandro Saderman.
- 1995: Guantanamera, de Tomás Gutiérrez Alea y Juan Carlos Tabío.
- 1996: Ilona llega con la lluvia, de Sergio Cabrera.
- 1998: Mararia, de Antonio Betancourt.
- 1998: Cuarteto de La Habana, de Fernando Colomo.
- 1999: Sobreviviré, de Alfonso Albacete y David Menkes.
- 1999: Ruleta, de Roberto Santiago.
- 2000: Sagitario, de Vicente Molina Foix.
- 2000: Quia, de Silvia Munt.
- 2003: Aunque estés lejos, de Juan Carlos Tabío.
- 2008: El cuerno de la abundancia, de Juan Carlos Tabío.
- 2013: La partida, de Antonio Hens.
- 2016: "Bailando con Margot", de Arturo Santana.